# CSM Corona Brașov (fotbal)
Clubul Sportiv Municipal Corona Brașov, cunoscută sub numele de Corona Brașov sau pur și simplu Corona, a fost o echipă de fotbal din România cu sediul în Brașov, administrată de o secție a clubului CSM Corona Brașov.

## Istoric
Corona Brașov este câștigătoarea sezonului 2009-2010 din Liga a IV-a Brașov la fotbal. În sezonul 2010-2011 echipa a evoluat în Liga a III-a, obținând locul 4 iar în sezonul 2011-2012 promovarea în Liga a II-a.
În sezonul de Liga a IV-a a evoluat pe stadionul Metrom din Brașov, iar după promovarea în Liga a III-a echipa s-a mutat pe stadionul Carpați din cartierul brașovean Uzina 2.
Secția de fotbal la Sport Club Municipal s-a constituit în 2008, clubul numindu-se între timp Corona Brașov. An de an a parcurs un drum ascendent, avansând din campionatul de Onoare, liga a V-a, în cel județean, Liga a IV-a cu promovare prin baraj în liga a III-a. Într-un prim an de rodaj în liga a III-a a ocupat la final locul IV.
În sezonul 2012-2013, a terminat pe locul 1 în seria secundă din Liga a II-a, promovând în Liga I. Corona Brașov și-a obținut licența pentru divizia A la 1 iunie 2013, urmând ca în această ligă să evolueze pe stadionul Tineretului, unde juca și rivala locală a clubului, FC Brașov. 
În Liga I, Corona a câștigat doar două meciuri, împotriva echipelor Ceahlăul Piatra Neamț și FC Vaslui. Corona a terminat ultima, cu numai 14 puncte în 34 de meciuri, cu cel mai slab atac și cea mai slabă apărare din campionat. La câteva zile de la sfârșitul sezonului, primarul Brașovului, George Scripcaru, a anunțat desființarea secției de fotbal a clubului finanțat de primărie.
Echipa a fost reînființată în 2016 și înscrisă în sistemul divizionar al județului Brașov. În 2020, a obținut promovarea în Liga a III-a. Din cauza bugetului foarte mare pe care îl consumă, fără performanțe notabile, primarul Allen Coliban a cerut din nou desființarea secției de fotbal în 2021, dar Consiliul Local nu a aprobat proiectul. În 2021 echipa a reușit promovarea în Liga a II-a sezonul 2021-2022.
În vara anului 2021, Corona a promovat înapoi în Liga a II-a, dar după promovare a fost absorbită de FC Brașov Steagul Renaște, într-un proces de fuziune care a implicat și ACS Scotch Club. FC Brașov Steagul Renaște a ocupat locul Coronei în Liga a II-a.

## Palmares

### Competiții Naționale

#### Ligi:
```
 
Liga I
:
```

- Locul 18 (1): 2013–14

```
Liga a II-a
:
```

Campioni (1): 2012–13
```
Liga a III-a
:
```

Campioni (1): 2011–12, 2020–21
```
Liga IV
 – 
Brașov
:
```

Campioni (2): 2009–10, 2019–20

## Antrenori
- Daniel Bona (1 iulie 2010–3 aprilie 2013)
- Aurel Țicleanu (3 aprilie 2013–20 iunie 2013)
- Nicolae Manea (20 iunie 2013–2 septembrie 2013)
- Ionel Gane (2 septembrie 2013–14 aprilie 2014)
- Adrian Hârlab (14 aprilie 2014–5 mai 2014)
- Daniel Bona (5 mai 2014–23 mai 2014)

## Fotogalerie

Logo vechi